# Кузьминых, Евгений Филиппович
Евгений Филиппович Кузьминых (3 ноября 1911 — 24 июля 1989) — советский шахматист, мастер спорта СССР (1941). Инженер-механик. Участник Великой Отечественной войны.
Участник многих первенств Ленинграда (лучшие результаты: в 1933/1934 — 4-е, 1947 — 5—8-е места), полуфиналов первенств СССР (XVII — 5—8-е места).
Автор статей по теории шахмат.

## Награды
- орден Отечественной войны II степени (1985[1])
- другие награды